# بوب بوردي
بوب بوردي (بالإنجليزية: Robert "Bob" Purdie)‏ (18 فبراير 1911 – 9 يوليو 1982) هو ملاكم نيوزيلندي راحل، مثّل بلاده في الألعاب الأولمبية الصيفية 1932.

## روابط خارجية
بوب بوردي على موقع بوكس ريك (الإنجليزية) (registration required)
- بوب بوردي على موقع أوليمبيديا (الإنجليزية)
- بوب بوردي على موقع اللجنة الأولمبية النيوزيلندية (الإنجليزية)